# Maria Ferrer Palau
Maria Ferrer Palau (Eivissa, 1919 - Aragó, 1936) fou una miliciana que morí al front d'Aragó el 1936.
Va néixer l'any 1919 a la ciutat d'Eivissa. Quan va esclatar la Guerra Civil, amb només disset anys, va marxar acompanyada de la seva amiga -Maria Costa Torres-, amb la columna de combatents del Sindicat del Transport Marítim de la CNT. L'agost de 1936 embarcà amb destí a l'illa de Mallorca que havia quedat en mans del bàndol nacional.
El 16 d'agost de 1936 desembarcà a Mallorca amb les forces comandades pel capità Alberto Bayo. Maria Ferrer lluità al voltant del municipi de Son Servera. Finalment, les forces republicanes abandonaren Mallorca el 3 de setembre del 1936.
Després, s'instal·là per poc temps a Barcelona. Al cap de poques setmanes, Maria Ferrer i Maria Costa partiren cap al front d'Aragó i formaren part de la columna Roja y Negra. Maria Ferrer va perdre la vida a Aragó, no es sap exactament quan ni el lloc exacte on va morir. Segurament va ser en algun indret proper a Igriés, un poble de la província d'Osca on en el seu cementiri es conserva una làpida en record a Maria Ferrer: "A la memoria de Maria Ferrer Palau de su compañero Manuel Montés". Manuel Montés García havia estat el seu company, amb qui havia coincidit a Mallorca i a Aragó. Va ser ell qui durant el franquisme li dedicà la placa en la seva memòria.